# Ralf Bohle
Ralf Bohle GmbH er en tysk producent af cykeldæk, der markedsføres under mærkerne Schwalbe og Impac. De har hovedkvarter i Reichshof, Nordrhein-Westfalen.
Familievirksomheden blev etableret som en producent af cykeldele i 1922. I 1955 blev Ralf Bohle en del af virksomheden.